# Tombe dei sovrani dell'Albania
Questo è l'elenco dei luoghi di sepoltura dei sovrani dell'Albania.

## Re degli Albanesi (1928-1939)
Casato di Zogu 
| Sovrano           | Immagine del sovrano | Luogo di sepoltura                           | Immagine della tomba |
| ----------------- | -------------------- | -------------------------------------------- | -------------------- |
| Zog I (1928-1939) |                      | Cimitero parigino di Thiais, Thiais, Francia |                      |

## Re d'Albania (1939–1943)
Casa Savoia 
| Sovrano                         | Immagine del sovrano | Luogo di sepoltura                                         | Immagine della tomba |
| ------------------------------- | -------------------- | ---------------------------------------------------------- | -------------------- |
| Vittorio Emanuele III di Savoia |                      | Santuario-Basilica della Natività di Maria, Vicoforte (CN) |                      |